# Statistisches Informationssystem
Ein statistisches Informationssystem stellt Daten zur Verfügung, die über statistische Verfahren gewonnen wurden. Die Datengewinnung erfolgt über amtliche Statistiken, Geschäftsstatistiken, Statistiken von Verbänden und Statistiken von wissenschaftlichen Einrichtungen. Die Daten unterliegen besonderen gesetzlichen Datenschutzbestimmungen. Neben dem Sachbezug, sind der Zeitbezug (Stichtag oder Zeitraum) und der Raumbezug die wesentlichen Eigenschaften der statistischen Informationen: der dargestellte Sachverhalt gilt für einen bestimmten Zeitpunkt oder Zeitraum und für einen bestimmten Ort oder eine statistische Raumbezugseinheit. Der Nutzerkreis statistischer Informationssysteme reicht von öffentlichen Verwaltungen (Regierungen, Parlamenten, kommunalen Einrichtungen) über die Wirtschaft und ihre Verbände, wissenschaftliche Einrichtungen bis zur breiten Öffentlichkeit.
Zweck der Veröffentlichung der statistischen Daten über ein statistisches Informationssystem ist die Bereitstellung qualitativ hochwertiger Informationen als Entscheidungsunterstützung für Politik, Verwaltung und Wirtschaft. Vor allem zukünftige Entwicklungen lassen sich besser steuern, wenn gesicherte Informationen über gesellschaftliche, ökologische und wirtschaftliche Zusammenhänge vorliegen. Hauptsächlich treten staatliche Behörden als Betreiber von statistischen Informationssystemen auf.